# Mobile (sång)
"Mobile" är en låt framförd av den kanadensiska sångerskan Avril Lavigne, utgiven som den femte och sista singeln från hennes debutalbum Let Go den 11 maj 2003. Låten skrevs av Lavigne och producenten Clif Magness. Listframgångarna var mycket begränsade, med undantag för Nya Zeeland där låten nådde plats 26.

## Låtlista
1. "Mobile" – 3:31
2. "Complicated (Tom Lord-Alge Mix) – 4:05
3. "Let Go" – 4:11
4. "All You Will Never Know" – 3:40